# Правило стресогенного збільшення наднирників Кристіана
Правило стресогенного збільшення наднирників Я. Кристіана — правило, засноване на медичній теорії стресу, висунутій Гансом Сельє (теорія загального адаптаційного синдрому), згідно з якою в умовах перенаселеності у вищих хребетних відбувається збільшення надниркових залоз. Це один із симптомів зсуву нейроендокрінної рівноваги, яка, в свою чергу, впливає на поведінку тварин, репродуктивний потенціал, стійкість до захворювань та ін. Комплекс таких змін нерідко викликає стрімке падіння щільності популяції або загибель від стресового «шоку». Виявлено Я. Кристіаном (англ. J.J. Christian, 1950).
Встановлено, що при сильних переживаннях наднирники ссавців виділяють особливі «гормони стресу» (у людини це, насамперед, кортизол, у гризунів — кортикостерон), їх вміст у крові корелює з силою стресу. Відповідно до гіпотези Кристіана, стрес є одним з механізмів регуляції чисельності в популяціях ссавців. Припускається, що цей механізм забезпечується наступним ланцюжком причинно -наслідкових зв'язків: збільшення щільності населення — зміна поведінки, зростання агресії — стрес, гіперфункція кори надниркових залоз — уповільнення розмноження або смертність внаслідок ослаблення імунітету тощо — зниження щільності населення.